# Osiedle Zygmunta Starego (Poznań)
Osiedle Zygmunta Starego – osiedle mieszkaniowe w Poznaniu, leżące na obszarze jednostki pomocniczej Osiedle Piątkowo, na Piątkowie. Sąsiaduje z osiedlami: Bolesława Chrobrego, Bolesława Śmiałego oraz Jana III Sobieskiego. Zabudowę osiedla stanowią budynki 5-kondygnacyjne.